# 공개 프록시

요청을 인터넷으로부터 받아오거나 인터넷 상의 임의의 위치로 포워드하는 공개 프록시.

공개 프록시 또는 오픈 프록시(open proxy)는 누구나 자유롭게 접속하여 사용할 수 있는 프록시 서버를 말한다.
공개 프록시를 사용하면 자신의 IP주소를 남기지 않고 익명으로 활동하기가 쉽기 때문에, 이러한 서버들은 크래킹, 악성 코드 또는 바이러스 유포, 불법 행동 등에 악용되기 쉽다. 따라서, 많은 프로그램은 공개 프록시를 검출하여 사용을 금지하는 방법을 사용한다.

## 관련 정보
- 중화인민공화국에서는 홍콩과 마카오를 제외한 모든 지역에서 위키미디어 접속 차단으로 인해 공개 프록시를 사용하여 위키백과에 참여하고 있다. 이를 위해 토르를 가장 많이 사용한다.
- 대한민국에서 공개 프록시를 사용하여 대한민국에서 접속이 차단되어 있는 조선민주주의인민공화국 관련 사이트에 접속할 수 있다.
- 위키백과에서는 공개 프록시로 문서를 편집하는 것이 금지되어 있는데, 이유는 다중계정 검사가 되지 않기 때문이다.

## 같이 보기
- 토르 (네트워크)
- 익명 프록시(영어판)